# Science & Faith (álbum)
Science & Faith es el segundo álbum por la banda irlandesa The Script. Fue lanzado en Irlanda el 10 de septiembre de 2010 seguido del lanzamiento del primer sencillo "For the First Time" el 3 de septiembre de 2010. El tema del álbum es basado en lo económico y social en Irlanda. Debutó en el número uno en Irlanda y Reino Unido, vendiendo 70 816 copias en su primera semana en Reino Unido.

## Críticas
En su crítica para The Guardian, Caroline Sullivan le dio al álbum dos de cinco estrellas, y escribió que "la producción es de un alto brillo, de una aventura épica que todo suena muy peatonal." Neil McCormick de The Daily Telegraph le dio al álbum cuatro de cinco estrellas y escribió, "El álbum de The Script, Science & Faith tiene una sustancia lírica sorprendentemente poética." Fraser McAlpine dijo que el secreto de The Script es el coro que "ha sido hacinado, con ajustes menores y violines, en casi cada canción", pero sintió que las canciones carecen de "un coro asesino" a medio terminar.

## Sencillos
El primer sencillo del álbum es "For the First Time", que fue lanzado en Irlanda el 3 de septiembre de 2010 y en Reino Unido el 5 de septiembre de 2010. Llegó al número cinco en UK Singles Chart en su primera semana, subiendo al número cuatro en la semana siguiente. A este sencillo, le siguieron "Nothing", "If you ever come back" y "Science and Faith", siendo este último el que da título al álbum.

## Listado de canciones
| N.º | Título                   | Duración |  |
| 1.  | «You Won't Feel a Thing» | 4:33     |  |
| 2.  | «For the First Time»     | 4:12     |  |
| 3.  | «Nothing»                | 4:32     |  |
| 4.  | «Science & Faith»        | 4:20     |  |
| 5.  | «If You Ever Come Back»  | 4:02     |  |
| 6.  | «Long Gone and Moved On» | 4:17     |  |
| 7.  | «Dead Man Walking»       | 3:54     |  |
| 8.  | «This = Love»            | 4:21     |  |
| 9.  | «Walk Away»              | 3:36     |  |
| 10. | «Exit Wounds»            | 4:25     |  |

## Listas y certificaciones
| Lista                    | Posición |
| ------------------------ | -------- |
| Australian Albums Chart  | 3        |
| European Albums Chart    | 7        |
| Irish Albums Chart       | 1        |
| New Zealand Albums Chart | 15       |
| Swiss Albums Chart       | 15       |
| UK Albums Chart          | 1        |

### Certificaciones
| País        | Certificaciones (ventas) |
| ----------- | ------------------------ |
| Reino Unido | Gold                     |

## Lanzamiento
| Lista          | Fecha de lanzamiento     |
| -------------- | ------------------------ |
| Irlanda        | 10 de septiembre de 2010 |
| Austria        | 10 de septiembre de 2010 |
| Escandinavia   | 10 de septiembre de 2010 |
| Australia      | 10 de septiembre de 2010 |
| Reino Unido    | 13 de septiembre de 2010 |
| Europa Central | 14 de septiembre de 2010 |
| Estados Unidos | 5 de octubre de 2010     |